# Задорожный, Григорий Кириллович
Григорий Кириллович Задорожный (16 марта, 1918 год, с. Старая Ивановка, ныне Ахтырский район, Сумская область, Украина — 5 января, 2006 год, хутор Подил, Ахтырский район, Сумская область, Украина) — Герой Советского Союза, участник Великой Отечественной войны, гвардии сержант.

## Биография
Родился 16 марта 1918 года в селе Старая Ивановка, сейчас находящийся в Ахтырском районе Сумской области Украины. После окончания семи классов Григорий Задорожный стал работать в колхозе.
В 1937 году был призван в РККА. Служил в Военно-Морском флоте на Дальнем Востоке, затем получил специальность связиста. Вскоре был демобилизован и вернулся в родное село, где работал в колхозе.
В ноябре 1941 года был вновь призван в ряды РККА и с ноября 1941 года. Участвовал в боях на Воронежском и 1-м Украинском фронтах Великой Отечественной войны.
24 сентября 1943 года вместе с отрядом связистов (955-й стрелковый полк, 309-я Пирятинская стрелковая дивизия, 40-я армия), переправившись в районе хутора Монастырёк через Днепр, проложил телефонную связь и неоднократно устранял прорывы в проводах, тем самым обеспечивал связь со штабом полка. После ранения командира принял на себя командование отрядом и вскоре отбил три контратаки гитлеровцев. В этом бою получил ранение.
Указом Президиума Верховного Совета СССР «О присвоении звания Героя Советского Союза генералам, офицерскому, сержантскому и рядовому составу Красной Армии» от 10 января 1944 года за «образцовое выполнение боевых заданий командования на фронте борьбы с немецко-фашистскими захватчиками и проявленные при этом отвагу и геройство» был удостоен звания Героя Советского Союза с вручением ордена Ленина и медали «Золотая Звезда».
Принимал участие в освобождении Западной Украины и в боях на территории Германии.
После демобилизации из рядов РККА в сентябре 1945 года Григорий Задорожный вернулся в хутор Подол, где работал председателем Сельского Совета, а затем и председателем колхоза.
Умер 5 января 2006 года и был похоронен на кладбище хутора Подол.

## Награды
- Медаль «Золотая Звезда»;
- орден Ленина;
- орден Отечественной войны 1-й степени;
- медали;
- именные часы Президента Российской Федерации.